# Huélaga
Huélaga – gmina w Hiszpanii, w prowincji Cáceres, w Estramadurze, o powierzchni 10,73 km². W 2011 roku gmina liczyła 211 mieszkańców.